# Tcheng-čchung
Tcheng-čchung (čínsky v českém přepisu Tcheng-čchung sian, pchin-jinem Téngchōng Xiàn, znaky zjednodušené 腾冲县, tradiční 騰沖縣) je okres v Čínské lidové republice. Leží v prefektuře Pao-šan na západě Jün-nanu v jihozápadní Číně.
Tcheng-čchung má rozlohu 5 845 čtverečních kilometrů a žije v něm zhruba 620 000 obyvatel. Po silnici je od hlavního města provincie Kchun-mingu vzdálen 650 kilometrů a má 151 kilometrů dlouhou společnou hranici s Barmou.
Je zde jihozápadní konec pomyslné linie Chej-che – Tcheng-čchung, která rozděluje Čínu na východní převážně urbanizovanou a západní převážně venkovskou část.